# Asa Newell
Asa Newell (Atlanta, Georgia, 5 de octubre de 2005) es un baloncestista estadounidense que pertenece a la plantilla de los Atlanta Hawks de la NBA. Con 2,11 metros de estatura, juega en la posición de ala-pívot. 

## Trayectoria deportiva

### Primeros años
Newell nació en Atlanta y creció en Athens, Georgia, antes de que su familia se mudara a Destin, Florida, cuando tenía diez años. Inicialmente asistió a la escuela secundaria Choctawhatchee en Fort Walton Beach. Newell promedió 14,7 puntos y 8,7 rebotes por partido y fue nombrado Jugador del Año de la zona por el periñodico Northwest Florida Daily News en su segundo año. Fue transferido a la Academia Montverde en Montverde, Florida, antes de comenzar su penúltimo año. En su última temporada disputó los prestigiosos Jordan Brand Classic y Nike Hoop Summit que reunen a los mejores jugadores de secundaria del país.

### Universidad
Jugó una temporada con los Bulldogs de la Universidad de Georgia, en la que promedió 15,4 puntos, 6,9 rebotes, 1,0 tapones y 1,0 robos de balón por partido. En su debut como universitario logró 26 puntos, 11 rebotes y 3 tapones en la victoria por 83-78 ante Tennessee Tech. Al término de la misma fue incluido en el mejor quinteto freshman de la Southeastern Conference.
El 9 de abril de 2025 se declaró elegible para el draft de la NBA, renunciando al resto de su carrera universitaria.

#### Estadísticas
| Año     | Equipo  | PJ | PT | MPP  | %TC  | %3P  | %TL  | RPP | APP | ROB | TPP | PPP  |
| ------- | ------- | -- | -- | ---- | ---- | ---- | ---- | --- | --- | --- | --- | ---- |
| 2024–25 | Georgia | 33 | 33 | 29.0 | .543 | .292 | .748 | 6.9 | .9  | 1.0 | 1.0 | 15.4 |

### Profesional
El 25 de junio de 2025 fue elegido en la vigesimotercera posición del Draft de la NBA por los New Orleans Pelicans, pero esa misma noche fue enviado, junto a una primera ronda del draft de 2026, a los Atlanta Hawks a cambio de la elección número 13, Derik Queen.

### Selección nacional
Disputó con la selección estadounidense el Campeonato del Mundo 2022 celebrado en España, en el que consiguió la medalla de oro. Jugó también el Mundial sub-19 de 2023, en donde fue elegido mejor defensor de la competición.